# Жугин, Валентин Константинович
Валентин Константинович Жугин (род. 13 декабря 2004, Магнитогорск, Челябинская область) — российский хоккеист, нападающий.

## Биография
Воспитанник магнитогорского «Металлурга». В сезоне 2020/21 играл за команду МХЛ «Стальные лисы». На импорт-драфте CHL 2021 пол выбран под № 54 клубом «Гуэлф Сторм». Три сезона провёл и OHL, выступая за «Гуэлф Сторм» (2021/22 — 2022/23), «Сагино Спирит» и «Уинсор Спитфайрз» (2023/24). Перед сезоном 2024/25 вернулся в систему «Металлурга» и подписал двусторонний контракт. 5 сентября 2024 года в домашнем матче со СКА (5:4 ОТ) дебютировал в КХЛ.